# Campionati europei di nuoto in vasca corta 2005
I campionati europei di nuoto in vasca corta 2005 sono stati la XIII edizione dei campionati continentali. Si sono svolti dall'8 all'11 dicembre 2005 presso la piscina del Centro Federale Bruno Bianchi di Trieste, in Italia.

## Risultati

### Uomini
| Evento                | Oro                                                                      | Perform. | Argento                                                            | Perform. | Bronzo                                                                   | Perform. |
| Stile libero          |                                                                          |          |                                                                    |          |                                                                          |          |
| 50 m                  | Mark Foster Gran Bretagna                                                | 21"27    | Frédérick Bousquet Francia                                         | 21"47    | Johan Kenkhuis Paesi Bassi                                               | 21"51    |
| 100 m                 | Filippo Magnini Italia                                                   | 46"52    | Steffen Deibler Germania                                           | 47"43    | Yevgueni Lagunov Russia                                                  | 47"55    |
| 200 m                 | Filippo Magnini Italia                                                   | 1'42"89  | Massimiliano Rosolino Italia                                       | 1'43"32  | Ross Davenport Gran Bretagna                                             | 1'43"93  |
| 400 m                 | Yuri Prilukov Russia                                                     | 3'37"81  | Paweł Korzeniowski Polonia                                         | 3'38"20  | Paul Biedermann Germania                                                 | 3'39"88  |
| 1500 m                | Yuri Prilukov Russia                                                     | 14'27"12 | David Davies Gran Bretagna                                         | 14'35"94 | Mateusz Sawrymowicz Polonia                                              | 14'38"86 |
| Dorso                 |                                                                          |          |                                                                    |          |                                                                          |          |
| 50 m                  | Thomas Rupprath Germania                                                 | 23"57    | Arkadi Viachanin Russia                                            | 23"95    | Liam Tancock Gran Bretagna                                               | 24"06    |
| 100 m                 | László Cseh Ungheria                                                     | 51"29    | Arkadi Viachanin Russia                                            | 51"47    | Thomas Rupprath Germania                                                 | 51"50    |
| 200 m                 | Markus Rogan Austria                                                     | 1'50"43  | Arkadi Viachanin Russia                                            | 1'50"77  | Gordan Kožulj Croazia                                                    | 1'53"01  |
| Rana                  |                                                                          |          |                                                                    |          |                                                                          |          |
| 50 m                  | Oleg Lisogor Ucraina                                                     | 26"67    | Alessandro Terrin Italia                                           | 26"79    | Matjaž Markič Slovenia                                                   | 27"08    |
| 100 m                 | Oleg Lisogor Ucraina                                                     | 58"07    | Romanós Alyfantís Grecia                                           | 58"08    | Valeri Dymo Ucraina                                                      | 58"60    |
| 200 m                 | Sławomir Kuczko Polonia                                                  | 2'07"01  | Grigori Falko Russia                                               | 2'07"04  | Paolo Bossini Italia                                                     | 2'07"70  |
| Farfalla              |                                                                          |          |                                                                    |          |                                                                          |          |
| 50 m                  | Lars Frölander Svezia                                                    | 23"08    | Mark Foster Gran Bretagna                                          | 23"12    | Matti Rajakylä Finlandia                                                 | 23"17    |
| 100 m                 | Thomas Rupprath Germania                                                 | 50"55    | Yevgueni Korotyshkin Russia                                        | 51"32    | Peter Mankoč Slovenia                                                    | 51"47    |
| 200 m                 | Paweł Korzeniowski Polonia                                               | 1'50"89  | Helge Meeuw Germania                                               | 1'52"49  | Nikolai Skvortsov Russia                                                 | 1'53"58  |
| Misti                 |                                                                          |          |                                                                    |          |                                                                          |          |
| 100 m                 | Peter Mankoč Slovenia                                                    | 52"65    | Oleg Lisogor Ucraina                                               | 53"38    | Vytautas Janušaitis Lituania                                             | 54"16    |
| 200 m                 | László Cseh Ungheria                                                     | 1'53"46  | Vytautas Janušaitis Lituania                                       | 1'55"52  | Alessio Boggiatto Italia                                                 | 1'56"11  |
| 400 m                 | László Cseh Ungheria                                                     | 4'00"37  | Luca Marin Italia                                                  | 4'02"88  | Alessio Boggiatto Italia                                                 | 4'06"38  |
| 4 × 50 m stile libero | Paesi Bassi Mark Veens Mitja Zastrow Gijs Damen Johan Kenkhuis           | 1'25"03  | Francia Julien Sicot David Maître Alain Bernard Frédérick Bousquet | 1'25"40  | Gran Bretagna Mark Foster Liam Tancock Christopher Cozens Anthony Howard | 1'25"85  |
| 4 × 50 m misti        | Germania Thomas Rupprath Mark Warnecke Johannes Dietrich Steffen Deibler | 1'34"83  | Ucraina Andri Oleinyk Oleg Lisogor Serhi Breus Viacheslav Shyrshov | 1'34"91  | Gran Bretagna Mark Foster Liam Tancock Chris Cook Matthew Clay           | 1'35"22  |

### Donne
| Evento                | Oro                                                                         | Perform. | Argento                                                                         | Perform.       | Bronzo                                                                           | Perform. |
| Stile libero          |                                                                             |          |                                                                                 |                |                                                                                  |          |
| 50 m                  | Marleen Veldhuis Paesi Bassi                                                | 24"32    | Cristina Chiuso Italia                                                          | 24"37          | Anna-Karin Kammerling Svezia                                                     | 24"52    |
| 100 m                 | Marleen Veldhuis Paesi Bassi                                                | 52"84    | Hanna-Maria Seppälä Finlandia                                                   | 53"36          | Petra Dallmann Germania Alena Popchanka Francia                                  | 53"56    |
| 200 m                 | Josefin Lillhage Svezia Federica Pellegrini Italia                          | 1'55"54  | Non attribuita                                                                  | Non attribuita | Paulina Barzycka Polonia                                                         | 1'55"97  |
| 400 m                 | Laure Manaudou Francia                                                      | 3'56"79  | Joanne Jackson Gran Bretagna                                                    | 4'01"12        | Federica Pellegrini Italia                                                       | 4'02"81  |
| 800 m                 | Laure Manaudou Francia                                                      | 8'11"25  | Anastasiya Ivanenko Russia                                                      | 8'14"51        | Flavia Rigamonti Svizzera                                                        | 8'20"32  |
| Dorso                 |                                                                             |          |                                                                                 |                |                                                                                  |          |
| 50 m                  | Louise Ørnstedt Danimarca                                                   | 27"26    | Janine Pietsch Germania                                                         | 27"47          | Aliaxandra Herasimenia Bielorussia                                               | 27"59    |
| 100 m                 | Laure Manaudou Francia                                                      | 58"12    | Louise Ørnstedt Danimarca                                                       | 58"63          | Janine Pietsch Germania                                                          | 58"65    |
| 200 m                 | Iryna Amshennikova Ucraina                                                  | 2'05"12  | Louise Ørnstedt Danimarca                                                       | 2'06"44        | Annika Liebs Germania                                                            | 2'06"73  |
| Rana                  |                                                                             |          |                                                                                 |                |                                                                                  |          |
| 50 m                  | Janne Schäfer Germania                                                      | 30"62    | Beata Kamińska Polonia                                                          | 30"71          | Yelena Bogomazova Russia                                                         | 30"88    |
| 100 m                 | Beata Kamińska Polonia                                                      | 1'06"51  | Yelena Bogomazova Russia                                                        | 1'06"89        | Simone Weiler Germania Chiara Boggiatto Italia                                   | 1'06"98  |
| 200 m                 | Anne Poleska Germania                                                       | 2'23"06  | Katarzyna Dulian Polonia                                                        | 2'23"24        | Chiara Boggiatto Italia                                                          | 2'23"40  |
| Farfalla              |                                                                             |          |                                                                                 |                |                                                                                  |          |
| 50 m                  | Anna-Karin Kammerling Svezia                                                | 26"05    | Inge Dekker Paesi Bassi                                                         | 26"20          | Fabienne Nadarajah Austria                                                       | 26"32    |
| 100 m                 | Martina Moravcová Slovacchia                                                | 58"19    | Alena Popchanka Francia                                                         | 58"27          | Johanna Sjöberg Svezia                                                           | 58"39    |
| 200 m                 | Beatrix Boulsevicz Ungheria                                                 | 2'06"62  | Mette Jacobsen Danimarca                                                        | 2'07"12        | Aurore Mongel Francia                                                            | 2'07"52  |
| Misti                 |                                                                             |          |                                                                                 |                |                                                                                  |          |
| 100 m                 | Hanna-Maria Seppälä Finlandia                                               | 1'00"71  | Hanna Eriksson Svezia                                                           | 1'01"18        | Hinkelien Schreuder Paesi Bassi                                                  | 1'01"21  |
| 200 m                 | Katarzyna Baranowska Polonia                                                | 2'10"25  | Aleksandra Urbańczyk Polonia                                                    | 2'11"11        | Daria Beliakina Russia                                                           | 2'11"62  |
| 400 m                 | Katarzyna Baranowska Polonia                                                | 4'33"70  | Anastasiya Ivanenko Russia                                                      | 4'35"27        | Zsuzsanna Jakabos Ungheria                                                       | 4'35"68  |
| Staffette             |                                                                             |          |                                                                                 |                |                                                                                  |          |
| 4 × 50 m stile libero | Paesi Bassi Hinkelien Schreuder Inge Dekker Chantal Groot Marleen Veldhuis  | 1'36"27  | Svezia Johanna Sjöberg Anna-Karin Kammerling Josefin Lillhage Therese Alshammar | 1'36"75        | Germania Dorothea Brandt Daniela Samulski Petra Dallmann Daniela Götz            | 1'38"90  |
| 4 × 50 m misti        | Paesi Bassi Hinkelien Schreuder Inge Dekker Moniek Nijhuis Marleen Veldhuis | 1'47"44  | Germania Dorothea Brandt Daniela Samulski Janne Schäfer Janine Pietsch          | 1'47"68        | Svezia Rebecca Ejdervik Anna-Karin Kammerling Josefin Lillhage Therese Alshammar | 1'49"07  |

## Medagliere
| Pos.   | Paese         | Oro | Argento | Bronzo | Totale |
| ------ | ------------- | --- | ------- | ------ | ------ |
| 1      | Germania      | 5   | 4       | 7      | 13     |
| 2      | Polonia       | 5   | 4       | 2      | 11     |
| 3      | Paesi Bassi   | 5   | 1       | 2      | 8      |
| 4      | Ungheria      | 4   | 0       | 1      | 5      |
| 5      | Italia        | 3   | 4       | 6      | 13     |
| 6      | Francia       | 3   | 3       | 2      | 8      |
| 7      | Svezia        | 3   | 2       | 3      | 8      |
| 8      | Ucraina       | 3   | 2       | 1      | 6      |
| 9      | Russia        | 2   | 8       | 4      | 14     |
| 10     | Gran Bretagna | 1   | 3       | 4      | 8      |
| 11     | Danimarca     | 1   | 3       | 0      | 4      |
| 12     | Finlandia     | 1   | 1       | 1      | 3      |
| 13     | Slovenia      | 1   | 0       | 2      | 3      |
| 14     | Austria       | 1   | 0       | 1      | 2      |
| 14     | Slovacchia    | 1   | 0       | 1      | 2      |
| 16     | Lituania      | 0   | 1       | 1      | 2      |
| 17     | Grecia        | 0   | 1       | 0      | 1      |
| 18     | Croazia       | 0   | 0       | 1      | 1      |
| 18     | Svizzera      | 0   | 0       | 1      | 1      |
| 18     | Bielorussia   | 0   | 0       | 1      | 1      |
| Totale | Totale        | 39  | 37      | 40     | 116    |

- Due medaglie di bronzo sono state attribuite nella gara femminile dei 100 m stile libero
- Due medaglie d'oro e una di bronzo sono state attribuite nella gara femminile dei 200 m stile libero
- Due medaglie di bronzo sono state attribuite nella gara femminile dei 100 m rana